# Johnston-Waldspitzmaus

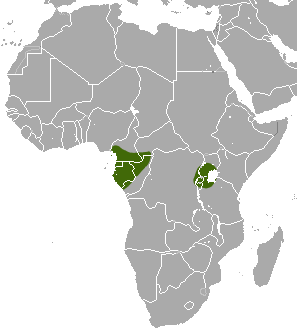
Verbreitungsgebiet der Johnston-Waldspitzmaus

Die Johnston-Waldspitzmaus (Sylvisorex johnstoni) ist ein Säugetier in der Ordnung der Insektenfresser.

## Merkmale
Mit einer Kopf-Rumpf-Länge von 45 bis 53 mm, einer Schwanzlänge von 25 bis 36 mm und einem Gewicht von 2,3 bis 3,5 g ist die Johnston-Waldspitzmaus eine der kleinsten Arten in der Gattung der Wald-Moschusspitzmäuse. Sie hat 8 bis 12 mm lange Hinterfüße sowie 7 bis 9 mm lange Ohren. Die Oberseite dieser Spitzmaus ist mit hellbraunem Fell bedeckt, das sich deutlich von der orangebraunen Unterseite abgrenzt. Auf Ohren und Schwanz kommen sehr kurze Haare vor, obwohl der Schwanz fast nackt erscheint.

## Verbreitung und Lebensweise
Die Johnston-Waldspitzmaus ist aus zwei voneinander getrennten Gebieten in Afrika bekannt. Eine Population lebt im Hügelland in der Nähe des Golfs von Guinea von Kamerun im Norden bis zur Republik Kongo im Süden, einschließlich der Insel Bioko. Eine weitere Population kommt in Gebirgen im Osten der Demokratischen Republik Kongo und weiter bis zum Victoriasee vor. Diese Population hält sich in Regionen zwischen 1000 und 2250 Meter Höhe auf. Inwieweit die Art im dazwischenliegenden Kongobecken auftritt, ist noch nicht ausreichend erforscht.
Als Habitat dienen tropische Regenwälder sowie Wälder im Anschluss an Seen oder Flüsse. Diese sind meist ursprünglich mit einem dichten Unterwuchs. Die Art gehört zu den häufigsten Spitzmäusen der Region und stellt zwischen 13 und 60 % der lokalen Spitzmaus-Gemeinschaft. Ebenso wird sie häufig in Kotresten kleinerer Raubtiere nachgewiesen. Über die Lebensweise ist dennoch relativ wenig bekannt. Für die Johnston-Waldspitzmaus sind keine festen Paarungszeiten bekannt. Durchschnittlich werden zwei Nachkommen pro Wurf geboren.

## Status
Die Johnston-Waldspitzmaus ist in begrenzten Regionen von Waldrodungen bedroht. Andererseits kommt sie in mehreren Naturschutzgebieten vor. Die IUCN listet die Art als nicht gefährdet (Least Concern).

## Belege
1. ↑  Don E. Wilson, DeeAnn M. Reeder (Hrsg.): Mammal Species of the World. A taxonomic and geographic Reference. 3. Auflage. 2 Bände. Johns Hopkins University Press, Baltimore MD 2005, ISBN 0-8018-8221-4 (englisch, Sylvisorex johnstoni).
2. 1 2  Kingdon, Jonathan (Hrsg.): Mammals of Africa. A & C Black, 2013, ISBN 978-1-4081-2254-9, S. 190–191 (englisch, Sylvisorex johnstoni).
3. 1 2 3  Sylvisorex johnstoni in der Roten Liste gefährdeter Arten der IUCN 2016. Eingestellt von: Hutterer, R. & Kerbis Peterhans, J., 2008. Abgerufen am 3. Juni 2017.